# Treinramp bij Schiedam (1976)
De treinramp bij Schiedam vond plaats op dinsdag 4 mei 1976 om 7:54 uur nabij het station Schiedam-Rotterdam West (thans Schiedam Centrum). De stoptrein (treinstel 2008) vanuit Rotterdam botst frontaal tegen de internationale D-trein, ook bekend als de boottrein, vanuit Hoek van Holland onderweg naar München (D215). Bij de botsing vielen 24 doden (in het voorste rijtuig van de 2008), vijf zwaargewonden en enkele tientallen lichtgewonden.

## Betrokken treinen
Bij de ramp waren drie treinen betrokken:
- Stoptrein 4116, onderweg van Rotterdam Centraal naar Hoek van Holland. Deze bestaat uit twee treinstellen van het type SGM. Ieder treinstel bestaat uit twee rijtuigen.
- D-trein 215, onderweg van Hoek van Holland naar München. Deze bestaat uit een locomotief van de serie 1300 met een aantal rijtuigen.
- Stoptrein 4125, onderweg van Hoek van Holland naar Rotterdam. Deze trein bestaat uit twee treinstellen van het type Plan V. Ieder treinstel bestaat uit twee rijtuigen.

## Vooraf
In de jaren 70 reden volgens de dienstregeling tussen Rotterdam en Hoek van Holland de hele dag alleen stoptreinen, die op de dicht achter elkaar gelegen stations stopten. Daarnaast reed elke ochtend een D-trein vanuit Hoek van Holland naar München. Deze D-trein sloot in Hoek van Holland aan op de boot uit Harwich. Om te voorkomen dat de D-trein langzaam achter een stoptrein moest gaan rijden was er in de dienstregeling een route ingesteld waarmee de D-trein de stoptrein op het linkerspoor kon inhalen terwijl de stoptrein stopte op station Schiedam Nieuwland. Na station Vlaardingen Centrum werd de D-trein over het linkerspoor geleid en vlak voor station Schiedam-Rotterdam West weer terug naar het rechterspoor. Dat betekende dat op dat traject geen trein vanuit Rotterdam naar Hoek van Holland over dat spoor zou kunnen rijden.

## De ramp

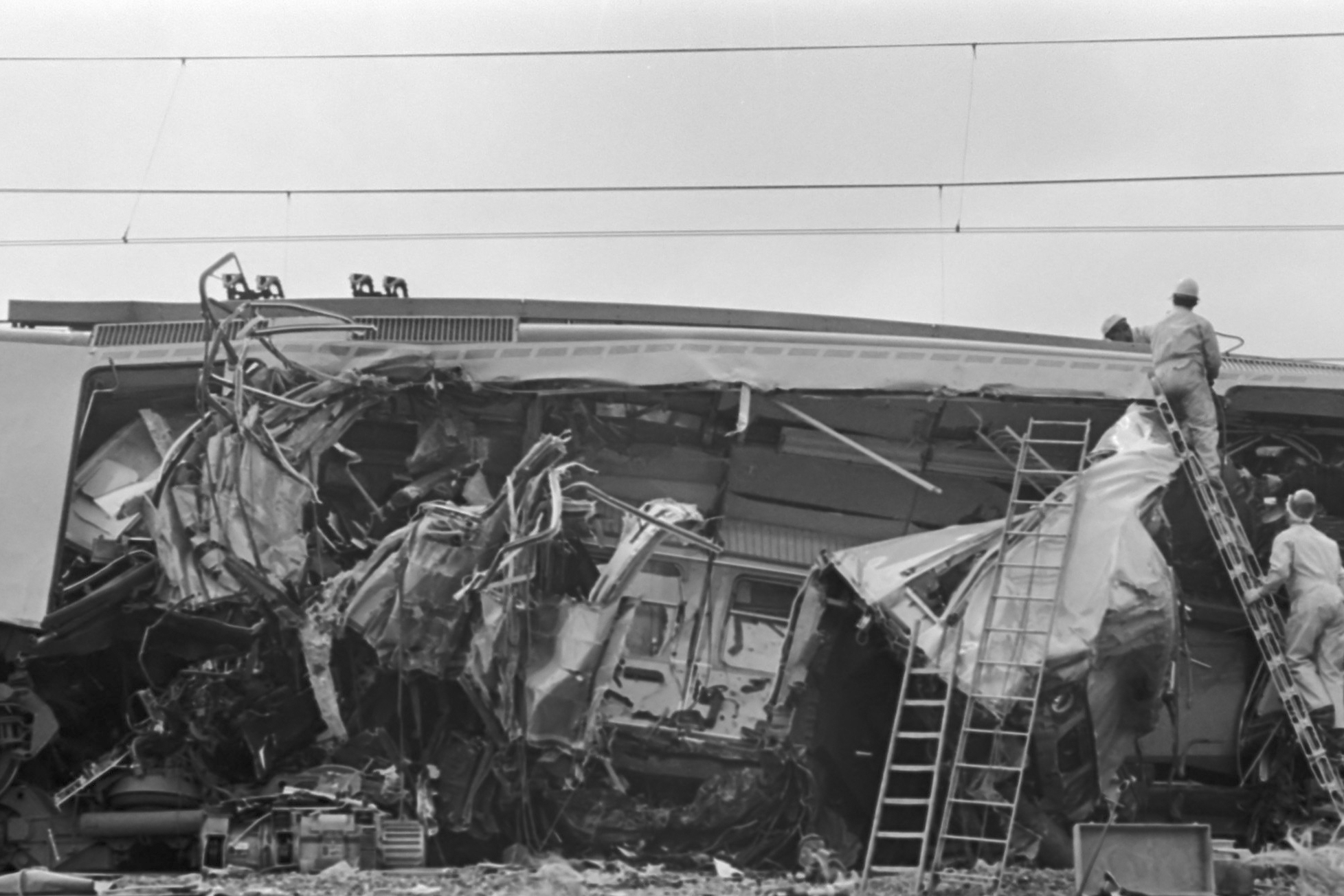
Spoorwegongeval bij Schiedam (1976)

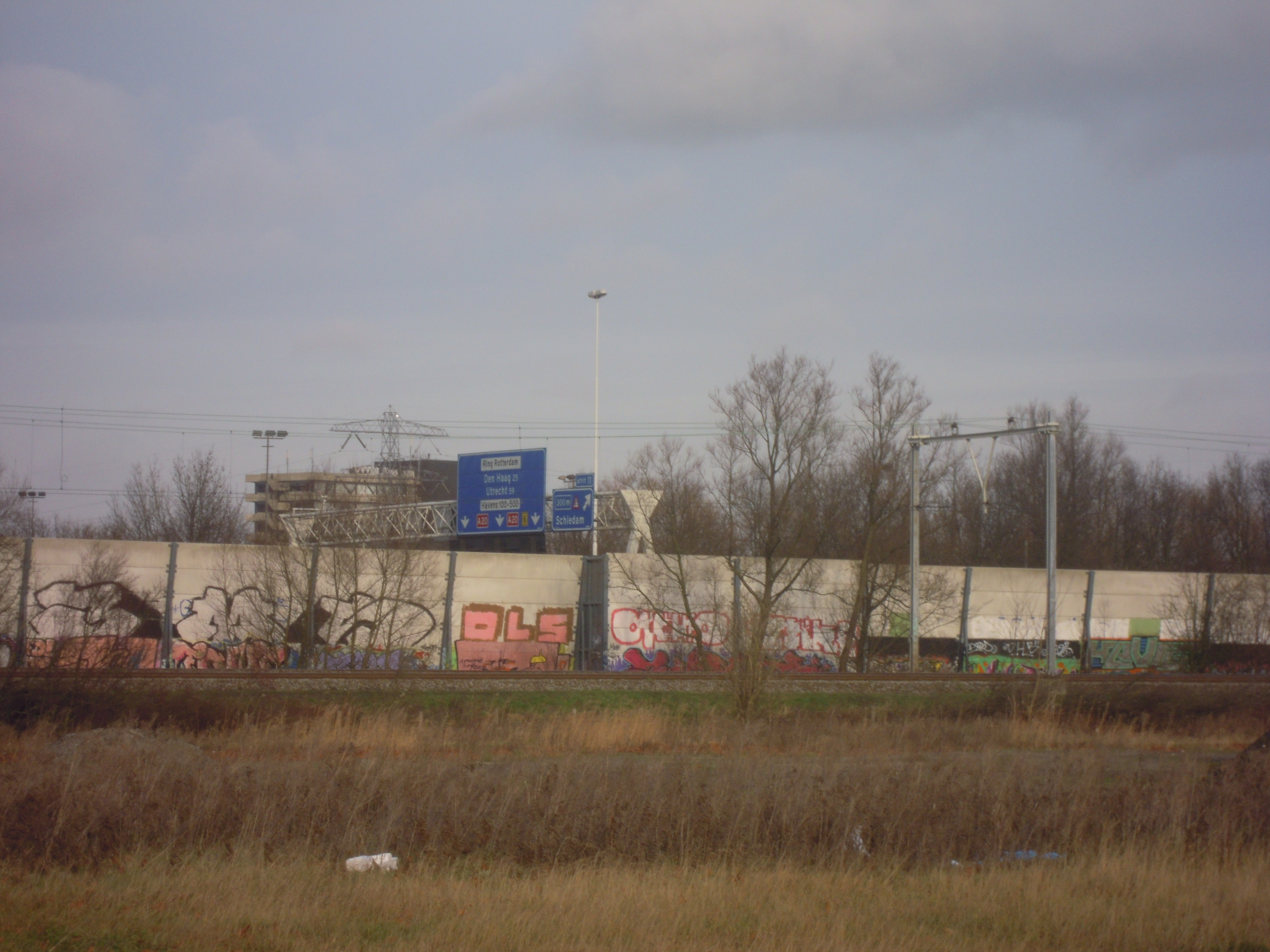
De locatie van de treinramp in januari 2012

Op 4 mei 1976 had D-trein 215 enkele minuten vertraging opgelopen. Toch werd besloten om de stoptrein 4125 in te laten halen via de gebruikelijke methode. Terwijl de stoptrein vertraagde omdat er een geel sein werd getoond, kwam de D-trein 215 met ongeveer 40 km/h op het linkerspoor voorbij. Op dat moment kwam vanuit tegenovergestelde richting stoptrein 4116 aangereden op hetzelfde spoor. Een frontale botsing was het gevolg. Stoptrein 4125 werd daarbij zijdelings geraakt door de 4116.
De oorzaak van de ramp was hoogstwaarschijnlijk een menselijke fout. De conducteur van stoptrein 4116 werd afgeleid door een reiziger die niet kon beslissen om in te stappen. Daarna gaf de conducteur het vertrekbevel zonder te letten op het uitrijsein of het vertreklicht. Die seinen toonden haast altijd veilig, maar in dit geval niet, doordat de iets vertraagde D-trein het spoor bezet hield. De machinist vertrouwde waarschijnlijk op de oplettendheid van de conducteur: hij miste het rode sein ook.
Het lichte treinstel van het type SGM botste met flinke snelheid frontaal tegen de zware locomotief van de D-trein. In het voorste rijtuig van de stoptrein vielen alle doden en zwaargewonden. De machinist van de D-trein kon op tijd uit zijn locomotief springen en overleefde de ramp.

## Na de ramp

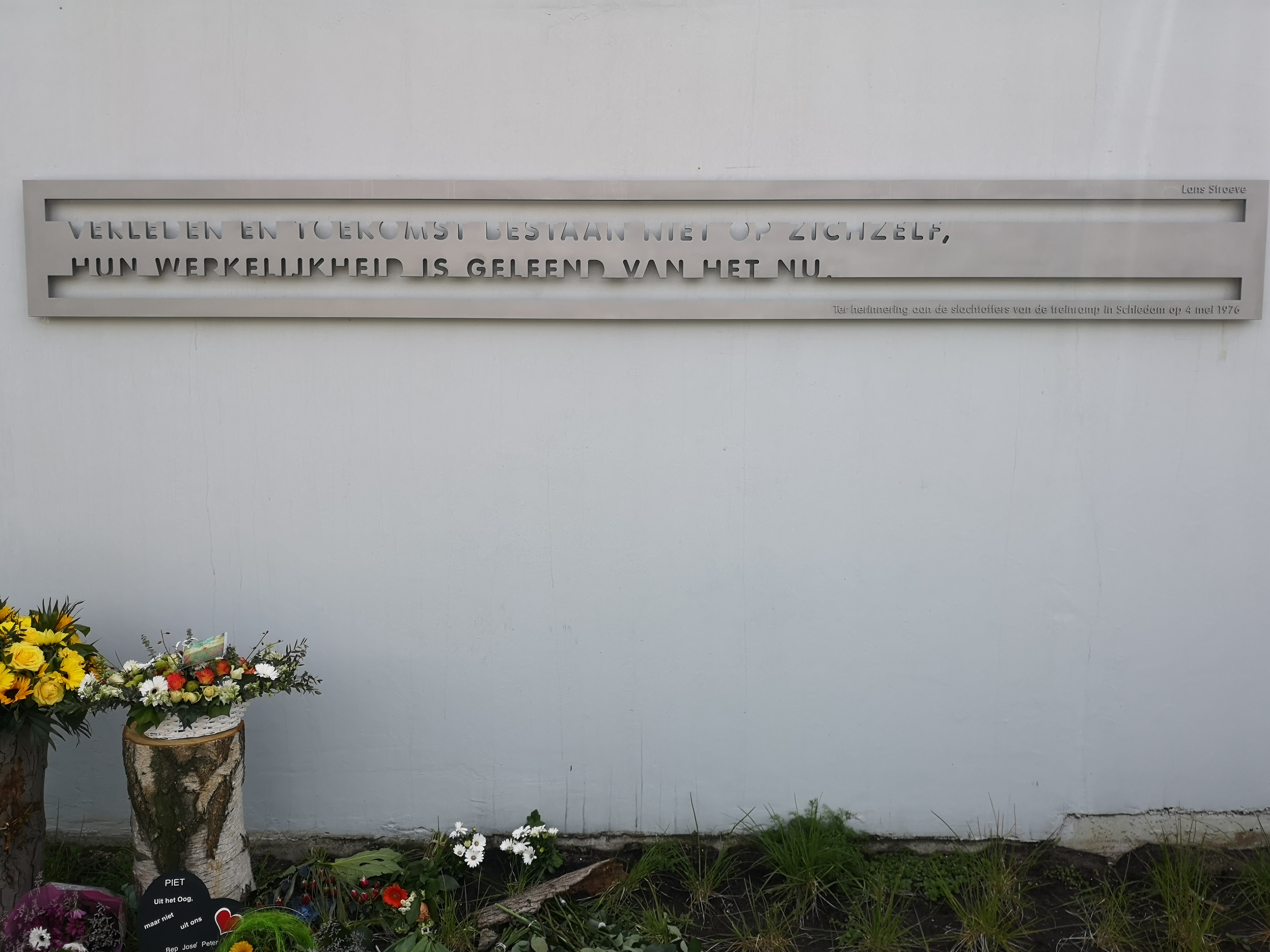
Gedenkplaat treinramp Schiedam (6 mei 2019)

Na de ramp werd direct besloten om de D-treinen niet meer te laten inhalen over het linkerspoor. De D-treinen zouden voortaan achter de stoptrein blijven rijden en hierdoor later aankomen in Rotterdam. Daarnaast werd het ATB-systeem versneld aangelegd op trajecten waar dit nog niet aanwezig was, om een dergelijke ramp te voorkomen.
Het treinstel 2008 van het type Sprinter (SGM) was kort tevoren nieuw in dienst gesteld. Later bouwde de Waggonfabrik Talbot een nieuwe rijtuigbak ter vervanging van de verwoeste bak. De locomotief van de D-trein, de NS 1311, kwam ondanks de zware schade een jaar later weer in dienst.
Op 4 mei 2019 is op station Schiedam Nieuwland een gedenkteken geplaatst ter nagedachtenis aan deze ramp. Het gedenkteken is gemaakt door de kunstenaar Marc Vleugels.